# TapTap

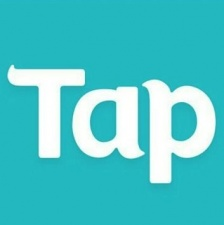
Este é o ícone mais antigo do TapTap, utilizado antes de 2021.

TapTap é uma comunidade de compartilhamento de jogos móveis e uma loja de jogos de terceiros que se originou na China e é operada pela XD Inc. A plataforma permite aos usuários baixar jogos e interagir dentro da comunidade.
Em junho de 2022, a TapTap atingiu uma média de 9 milhões de usuários ativos mensais de mais de 170 países, incluindo Estados Unidos, Japão, Alemanha e Itália.
ByteDance, a empresa-mãe do TikTok, o desenvolvedor de jogos, miHoYo e Lilith Mobile são investidores da TapTap. Em 2020, o jogo Genshin Impact, da miHoYo, foi publicado na TapTap.

## Exclusividade
Embora tenha semelhanças com as ofertas em lojas de aplicativos convencionais, como o Google Play e a App Store, a TapTap detém exclusividades para jogos como Torchlight: Infinite e T3 Arena durante testes alfa e Valorant Mobile.

## Eventos

### TapTap Presents
O TapTap Presents é um programa ao vivo, apresentado pela TapTap, que foi transmitido pela primeira vez em 10 de julho de 2020, revelando atualizações relacionadas a jogos e jogos móveis futuros, incluindo Genshin Impact e Torchlight: Infinite.

## Histórico
A TapTap foi criada pela XD Inc. em 2016, anteriormente conhecida pela rede de transferência entre pares VeryCD.